# 釈迦ヶ嶽清一郎
釈迦ヶ嶽 清一郎（しゃかがたけ せいいちろう、1855年1月1日（嘉永7年11月13日） - 1929年（昭和4年）9月19日）は大和国宇智郡二見村（現・奈良県五條市二見）出身の大相撲力士。本名は西出栄治郎（のち清一郎、一時柴田姓？）。大阪相撲で活躍し最高位は大関。

## 略歴
鏡山の弟子となり、のちに藤嶋部屋に移籍。1871年（明治4年）初土俵。初名を若柳と名乗るというが番付未確認。1875年（明治8年）6月中相撲二段目にある釈迦ヶ嶽 栄次郎が初見。1876年（明治9年）6月下の名を清一郎と改める。
1884年（明治17年）9月入幕。大柄ではないが怪力として知られた。好不調の波があり暫く停滞したが1889年（明治22年）9月関脇。1場所小結に下がった他は関脇を維持し1895年（明治28年）10月40歳で大関昇進。翌1896年（明治29年）9月限りで引退、一代頭取（年寄）釈迦ヶ嶽となり1905年（明治38年）5月鏡山を襲名した。勝負検査役を務めた。
東西合併の際には東京にも年寄鏡山が存在したがそのまま加入した。1929年（昭和4年）9月19日74歳で死去。同年1月限りで名前が消え、5月の番付に名が見えないため直前に廃業した可能性もある。釈迦ヶ嶽の没後大阪由来の鏡山は廃家となった。